# Teófilo Gutiérrez
Teófilo Antonio Gutiérrez Roncancio, född 17 maj 1985 i Barranquilla, Colombia, är en colombiansk fotbollsspelare som spelar som anfallare för den colombianska klubben Atlético Junior i Categoría Primera A.
Gutiérrez spelar även för Colombias fotbollslandslag.